# Utricularia graminifolia
Utricularia graminifolia — вид рослин із родини пухирникових (Lentibulariaceae).

## Біоморфологічна характеристика

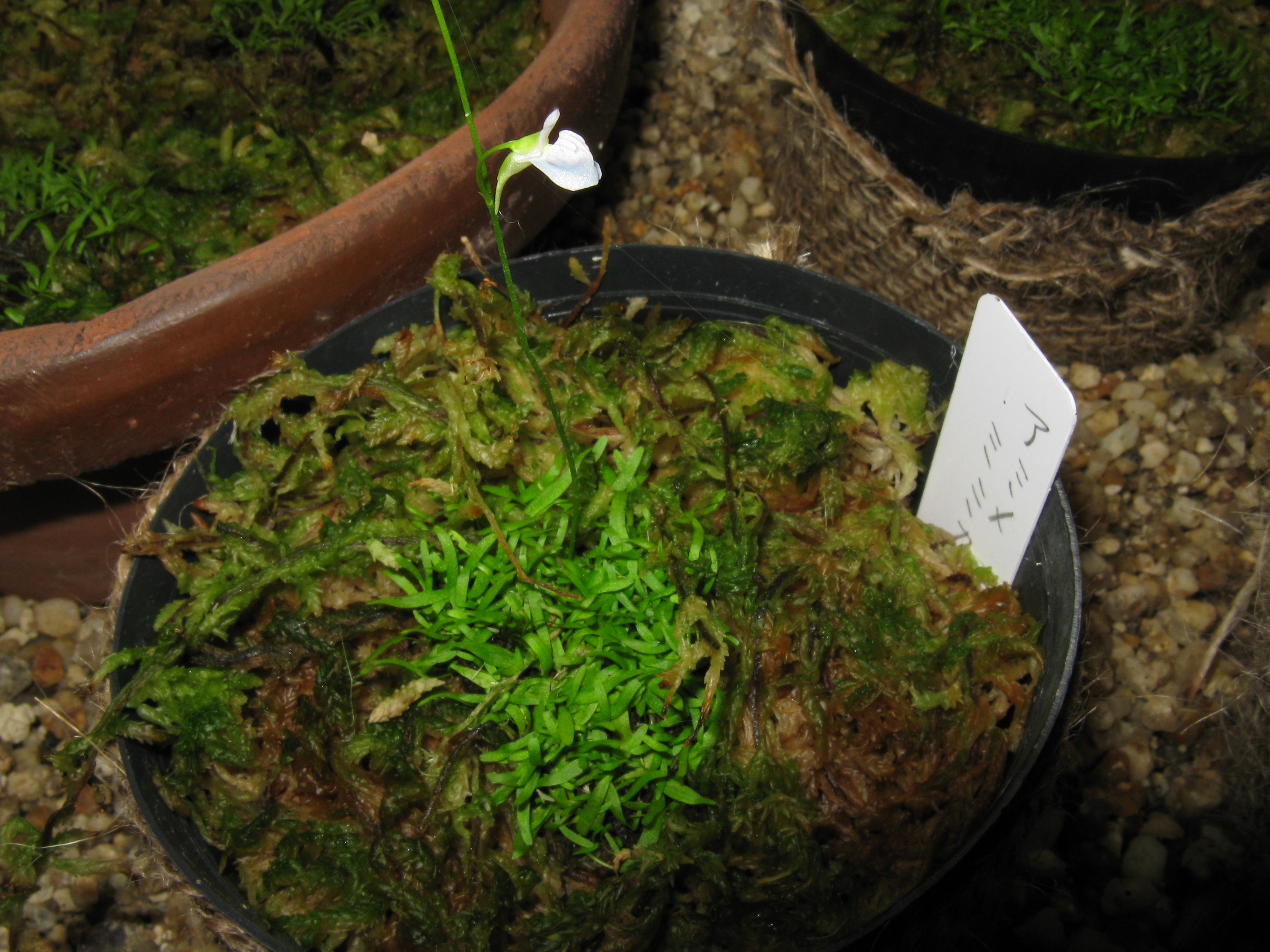

Це багаторічна чи іноді однорічна рослина, наземна. Ризоїди і столони капілярні, розгалужені. Пастки на ризоїдах, столонах і листках, на ніжках, кулясті, 0.5–1.3 мм. Листки численні, зі столонових вузлів, голі; листкова пластинка від лінійної до вузько-зворотно-яйцюватої 4–20 × 0.8–3 мм, край цільний, верхівка від закругленої до майже гострої. Суцвіття прямовисні, 2.5–30 см, 1–6-квіткові, голі. Частки чашечки яйцеподібні, 3.5–6 мм; віночок від лілового до фіолетового, 7–13 мм, верхівка закруглена. Коробочка еліпсоїдна, 2–3 мм. Насіння від яйцеподібного до еліпсоїдного, 0.3–0.4 мм у діаметрі.

## Поширення
Зростає на півдні й південному сході Азії (Китай, Індія, М'янма, Шрі-Ланка, Таїланд).
Населяє болота, береги річок, вологий ґрунт серед скель; на висотах від 100 до 2100 метрів.

## Використання
У деяких частинах західної Махараштри, в районі Конкан і в Гоа цей вид використовується для прикраси Пандала під час фестивалю Ганеша.